# Giacomo Rampini
Giacomo Rampini (Padova, 1680 – Padova, 27 maggio 1760) è stato un compositore italiano.

## Biografia
Fu nominato maestro di cappella del Duomo di Padova nel 1704, e mantenne la carica fino alla sua morte, quando Andrea Adolfati gli successe alla carica. Due delle opere di Rampini furono presentate con successo al Teatro Sant'Angelo di Venezia, Armida in Damasco (17 ottobre 1711) e La gloria trionfante d'amore (16 novembre 1712). Rampini era l'omonimo ed insegnante di musica di suo nipote, compositore e organista Giacomo Rampini (morto il 15 novembre 1811), che ricoprì la carica di maestro di cappella nella cattedrale di Udine.